# SC Pick Szeged
Il SC Pick Szeged è una squadra di pallamano maschile ungherese con sede a Seghedino.

È stata fondata nel 1961.

## Palmarès

### Titoli nazionali
- Campionato ungherese di pallamano maschile: 5
1995-96, 2006-07, 2017-18, 2020-21, 2021-22

- Coppe d'Ungheria: 8
1976-77, 1981-82, 1982-83, 1992-93, 2005-06, 2007-08, 2018-19, 2024-25

### Titoli internazionali
- EHF Cup: 1

2013-2014.

## Rosa 2025-2026
| N° | Naz.                | Ruolo | Sportivo            | Anno |  |  |
| -- | ------------------- | ----- | ------------------- | ---- |  |  |
| 3  | Islanda (bandiera)  | T     | Janus Daði Smárason | 1995 |  |  |
| 9  | Ungheria (bandiera) | T     | Richárd Bodó        | 1993 |  |  |
| 12 | Svezia (bandiera)   | P     | Tobias Thulin       | 1995 |  |  |
| 16 | Ungheria (bandiera) | P     | Roland Mikler       | 1984 |  |  |
| 18 | Croazia (bandiera)  | A     | Marin Jelinić       | 1997 |  |  |
| 22 | Svezia (bandiera)   | T     | Jim Gottfridsson    | 1992 |  |  |
| 24 | Croazia (bandiera)  | A     | Mario Šoštarić      | 1992 |  |  |
| 25 | Austria (bandiera)  | A     | Sebastian Frimmel   | 1995 |  |  |
| 27 | Ungheria (bandiera) | PV    | Bence Bánhidi       | 1995 |  |  |
| 30 | Russia (bandiera)   | PV    | Gleb Kalarash       | 1990 |  |  |
| 31 | Francia (bandiera)  | PV    | Jérémy Toto         | 1992 |  |  |
| 34 | Serbia (bandiera)   | T     | Lazar Kukić         | 1995 |  |  |
| 41 | Spagna (bandiera)   | T     | Imanol Garciandia   | 1995 |  |  |
| 51 | Slovenia (bandiera) | T     | Borut Mačkovšek     | 1992 |  |  |
| 77 | Norvegia (bandiera) | T     | Magnus Rød          | 1997 |  |  |
| 93 | Ungheria (bandiera) | A     | Benjámin Szilágyi   | 2003 |  |  |

- Allenatore:  Michael Apelgren
- Vice allenatore:  Jonas Källman